# Feng šuj
Fengshui (izvirno zapisano kot 風水 ali v pisavi pinjin kot Fēngshuǐ, izgovorjeno kot fɤŋ ʂueɪ (IPA), v poslovenjeni obliki po Slovarju slovenskega knjižnega jezika zapisano kot feng šuj ali feng šuj) je starodavna kitajska veščina urejanja zunanjega in notranjega prostora, katere namen je povečati skladnost in pretok energije Qi, in ki jo uvrščamo na področje kitajske metafizike. 

## Izvor imena
Feng (風) v kitajskem jeziku pomeni veter, Shui (水)pa pomeni vodo. Feng in Shui tako predstavljata dve prostorski silnici, ki morata biti pazljivo uravnovešeni. V knjigi Shiqi iz 2. Stoletja pr. n. št. je zapisano, da bo kraljestvo cvetelo, če vetrovi pihajo skladno in če redno dežuje. Ob koncu vladavine dinastije Han (漢朝; 206 pr. n. št.-210 n.š.) je bil zapisan izrek, da se Qi razprši kadar jezdi na vetru, ohrani pa se takrat kadar naleti na vodo.

## Zgodovinski razvoj Fengshuija
Preproste oblike Fengshuija so se verjetno pojavile že pred 6.000 leti. Najdišče v provinci Henan razkriva grobišče, postavljeno v skladu s smermi neba in z upodobitvami ozvezdij Azurnega zmaja, Belega tigra in Velikega voza. Šele z razvojem Yi jinga in daoizma se je lahko oblikoval bolj zapleten sistem preučevanja in energijskega uravnovešanja prostora. Že v času Konfucija (okrog 500 pr. n. št.) so bile cesarske palače grajene tako, da je cesar v skladu z letnimi časi bival v različnih prostorih, da bi bila njegova dejavnost kar najbolj usklajena z gibanjem nebesnih teles.. V tem času se je uveljavila tehnika Shematičnih hiš za pet družin (Tuzhai Wuxing), najzgodnejša oblika Šole energijskih vzorcev (Liqi Pai), razvile pa so se tudi osnove Šole oblik (Xingfa) 
V času dinastije Han so veščino, ki kasneje dobi ime Fengshui, poimenovali Kan Yu (堪輿). Za časa Hanov so Kitajci že poznali obe temeljni šoli Fengshuija- poleg Šole energijskih vzorcev tudi Šolo oblik (Xingfa), v prvem stoletju pa se je uveljavil tudi kompas, zaradi česar Šolo energijskih vzorcev imenujemo tudi Šola kompasa. Ob koncu dinastije Han okrog 200 n.š. je Qing Wuzi napisal knjigo Klasika pokopa (Zang jing), v kateri je zbral znanje šole oblik, okrog leta 300 n.š. pa je o pogrebnem Fengshuiju Guo Pu (郭璞)napisal Pogrebno knjigo (Zangshu- 葬書). Fengshui, ki so ga sprva uporabljali predvsem za cesarje, je v času dinastije Jin (晋朝; 265-420 n.š.) dosegel širšo javnost.
Med tem, ko se je Šola oblik dodobra uveljavila že za časa dinastije Han, je Šola vzorcev zaradi razširjene uporabe kompasa doživela revolucionaren razvoj. V času dinastije Tang (唐朝; 618-907 n.š.) je deloval Yang Yun Song (楊筠松), ki se je ukvarjal s Šolo oblik, a je oblikoval tudi Metodo treh obdobij (San Yuan- 三元派) in Metodo treh združitev (San He- 三合派). V času dinastije Song (宋朝; 906-1279 n.š.) se je na tej osnovi razvila metoda Čas in prostor (Xuan Kong-玄空), iz te metode pa se je najkasneje ob koncu dinastije Ming (明朝; 1368-1644 n.š.)razvila metoda Čas in prostor letečih zvezd (Xuan Kong Feixing), ki še danes velja za ključno metodo. Prvi naj bi jo približno v 16. ali 17. stoletju uporabljal Jiang Da Hong (蔣大鴻).

## Fengshui in kitajska metafizika
Kitajska metafizika je razvila pet umetnosti (Wu Shu); preučevanje Usode (Ming Xue) zajema nabor metod kitajske astrologije , veščina vedeževanja (Bu Shi) vsebuje Yi jing, preučevanje fiziognomije (Xiang Xue) zajema kitajsko palmistrijo in Fengshui, posebni področji sta še tradicionalna kitajska medicina (Yi Xue) in kitajska alkimija (Xian Xue). V skladu z nauki kitajske metafizike dejavniki, ki vodijo k uspehu, pripadajo bodisi nebeškemu nivoju, zemeljskemu nivoju ali človeškemu nivoju. Na področje nebeškega nivoja spadata Usoda (Ming) in ugodna obdobja (Yun), na področje zemeljskega nivoja spada Fengshui, na področje človeškega nivoja pa dobra dela (Ji yin de) in vlaganje truda v izobraževanje (Du shu).
Na razvoj Feng shuija je pomembno vplivala teorija o dveh temeljnih gibalih- yinu in yangu, pa tudi teorija o petih elementih- to je o petih silnicah, ki so dobile alegorična imena les, ogenj, zemlja, kovina in voda. Slednja teorija je imela velik vpliv predvsem pri razvoju Šole oblik, na Šolo energijskih vzorcev pa je imela večji vpliv teorija Osmih simbolnih trigramov (Ba gua):
| 乾 Qián ☰ | 兌 Duì ☱  | 離 Lí ☲ | 震 Zhèn ☳ | 巽 Xùn ☴    | 坎 Kǎn ☵ | 艮 Gèn ☶ | 坤 Kūn ☷ |
| --------- | --------- | ------- | --------- | ----------- | -------- | -------- | -------- |
| Nebo      | Jezero    | Ogenj   | Grom      | Veter       | Voda     | Gora     | Zemlja   |
| 天 Tiān   | 澤(泽) Zé | 火 Huǒ  | 雷 Léi    | 風(风) Fēng | 水 Shuǐ  | 山 Shān  | 地 De    |

## Temeljni koncepti Fengshuija
Fengshui ni le prevzel številnih teorij klasične kitajske metafizike, ampak je razvil tudi svojo lastno terminologijo in razvil številne teorije in tehnike. V ospredju gotovo stoji delitev na dva tipa energije (Qi)- poznamo ugodno energijo (Sheng qi) in neugodno energijo (Sha qi):
| Sheng qi                        | Sha qi                                  |
| ------------------------------- | --------------------------------------- |
| prijetno okolje                 | moteče, mračno, kričeče okolje          |
| prijetni zvoki (npr. žuborenje) | zvoki siren, hrup                       |
| prijetni dotiki                 | dotik blata, prahu                      |
| prijeten vonj                   | smrad                                   |
| prijeten okus                   | oster, kiselkast okus, okus po postanem |

Na osnovi osmih trigramov so Kitajci oblikovali dva ključna diagrama- He tu ali Rečni diagram in Luo shu . Iz teh dveh diagramov so oblikovali dve razporedtivi: Razporeditev Ba gua po kriteriju zgodnjih/prenatalnih nebes in Razporeditev Ba gua po kriteriju poznih/postnatalnih nebes:
| Dui ☱  | Qian ☰ | Xun ☴ |
| Li ☲   |        | Kan ☵ |
| ------ | ------ | ----- |
| Zhen ☳ | Kun ☷  | Gen ☶ |

| Xun ☴  | Li ☲  | Kun ☷  |
| Zhen ☳ |       | Dui ☱  |
| Gen ☶  | Kan ☵ | Qian ☰ |
| ------ | ----- | ------ |

Za potrebe Šole energijskih vzorcev je bil razvit tudi koncept štiriindvajsetih gora, ki predstavljajo sektorje na kitajskem kompasu- Lo panu.

## Ključne šole Fengshuija

### Šola oblik (Xingfa)
Ta šola preučuje energijske vplive, ki jih v prostoru povzročajo različne oblike in materialne značilnosti predmetov. Takšen vpliv imajo npr. oblike, ki jih lahko povezujemo s petimi elementi. Podolgovate, stebraste, cilindrične oblike in zelene barve pripadajo elementu les, ostri vrhovi, trikotne oblike in rdeča barva pripadajo elementu ogenj, ravnice, erodirane površine, nizke stavbe pravokotne oblike in rjave barve pripadajo elementu zemlja, oblasto hribovje in ovalne ter kupolaste stavbe in svetlo-siva ter bela barva pripadajo elementu kovina, valovito zemljišče in stavbe nepravilnih oblik, črna barva in siva barva pripadajo elementu voda. Zelo stara tehnika pet elementov povezuje s simbolnimi živalmi:
|                      | Rdeči feniks in jug |                     |
| Azurni zmaj in vzhod | Kača                | Beli tiger in zahod |
|                      | Črna želva in sever |                     |
| -------------------- | ------------------- | ------------------- |

Od te idealne sheme moramo ločevati praktični Fengshui, saj se npr. tako imenovani Azurni zmaj ne nahaja vedno na vzhodu. Praktikanti Feng shuija verjamejo, da je zelo pomembno, da pravilno določimo kje se v resnici nahaja, pa tudi kje se nahaja tako imenovani Beli tiger. Poleg tega je potrebno na osnovi oblike stavbe določiti, kje poslopje sedi in kam gleda (to je ključ za uporabo metode Xuan Kong). Poleg tega Šola oblik obravnava še posamezne formule oblik: tako se npr. odsvetuje življenje v zadnji hiši slepe ulice, ker naj bi tam energija zastajala, hiše ne smemo postaviti na vrhu hriba, ker energija odteka navzdol in podobno.

### Šola energijskih vzorcev (Liqi Pai)
Šola energijskih vzorcev ali Šola kompasa je razvila več metod za analizo prostora. Yang Yun Song (楊筠松) je oblikoval tako Metodo treh obdobij (San Yuan- 三元派) kakor tudi Metodo treh združitev (San He- 三合派). Ti dve metodi sta osnovi za razvoj številnih kasneje oblikovanih metod Šole energijskih vzorcev. Metoda treh obdobij določa obstoj devetih zvezd, ki vladajo v različnih obdobjih, in ki jih običajno označujemo s številkami od 1 do 9:
| Tri obdobja     | Obdobja devetih zvezd | Koledarsko obdobje |
| --------------- | --------------------- | ------------------ |
| Zgornje obdobje | 1                     | 1864-1883          |
| Zgornje obdobje | 2                     | 1884-1903          |
| Zgornje obdobje | 3                     | 1904-1923          |
| Srednje obdobje | 4                     | 1924-1943          |
| Srednje obdobje | 5                     | 1944-1963          |
| Srednje obdobje | 6                     | 1964-1983          |
| Spodnje obdobje | 7                     | 1984-2003          |
| Spodnje obdobje | 8                     | 2004-2023          |
| Spodnje obdobje | 9                     | 2024-2043          |

Med metodami San Yuan (三元派, pinyin: sān yuán pài) najdemo tudi najpomembnejšo metodo Šole energijskih vzorcev – to je Čas in prostor letečih zvezd (Xuan Kong Feixing) ali krajše Fengshui letečih zvezd. Leteče zvezde dobimo tako, da po posebnih pravilih po sektorjih razporedimo devet zvezd, nato pa določimo še po dve dodatni zvezdi za vsak sektor; od tega ena sedi, druga pa gleda, oziroma ena je gorska zvezda, druga pa vodna . 
Med metodami San He (三合派) sta dobro znani metoda Osem palač (Ba Zhai, 八宅)  in Teorija vode ( 河洛水法).

## Novodobni Fengshui
V 20. stoletju sta se razvili dve razširjeni metodi, ki jih tradicionalisti označujejo za lažni. Črna sekta deli sektorje hiše po smereh neba. Prepoznamo jo po tem, da te sektorje imenuje z oznakami Kariera, Znanje, Družina, Bogastvo, Slava, Poroka, Otroci, Prijatelji. Osem življenjskih pridihov uporablja enaka imena, le da jih ne povezuje s smermi neba, ampak jih določa po položaju vhodnih vrat. Za novodobni Fengshui je značilno tudi pretiravanje glede zdravilnih okraskov .